# CS Marítimo de Venezuela
CS Marítimo de Venezuela was een Venezolaanse voetbalclub uit de hoofdstad Caracas. De club werd in 1959 opgericht door Portugese immigranten, die de club vernoemden naar hun favoriete club CS Marítimo. De club speelde tussen 1986 en 1993 in de hoogste klasse. In 1995 werd de club na financiële problemen ontbonden.

## Erelijst
- Landskampioen

1986/87, 1987/88, 1989/90, 1992/93
- Copa Venezuela

1988, 1989

## Bekende (oud-)spelers
- Alfredo Ferrer
- Noel Sanvicente